# キリバス・ドル
キリバス・ドル（英語：Kiribati dollar）は、キリバスの通貨である。オーストラリア・ドルとの交換レートが1:1に固定されており、キリバス国内では、オーストラリア・ドルと併用されている。紙幣は発行されておらず、オーストラリア・ドルを使用している。硬貨のみの発行である。

## 歴史
キリバス独立以前、1966年まではオーストラリア・ポンド、1966年から1979年の間はオーストラリア・ドル硬貨が使用されていた。1940年代に発行されたギルバートおよびエリス諸島発行の紙幣も流通しており、当時はスターリング・ポンドと等価で交換されていた。
第二次大戦時の日本軍占領時は、英領太平洋地域で広く流通していた大東亜戦争軍票（と号券＝オセアニア・ポンド）が使用されていた。戦後はオーストラリア・ポンドに戻された。
その後も、オーストラリア・ドル紙幣が広く使用されているが、1979年のキリバス独立時に独自の硬貨を発行する機運が高まり、発行された。独立10周年を記念し2ドル硬貨が追加された。

## 硬貨

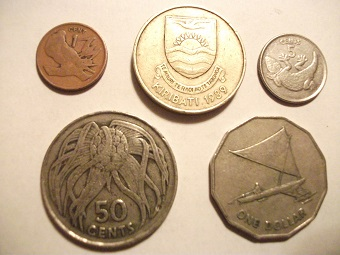
キリバスの硬貨

キリバスの硬貨は1979年に1、2、5、10、20、50セント、1ドルが発行され、1989年に2ドルニッケル真鍮硬貨が発行された。